# John Robert Chancellor

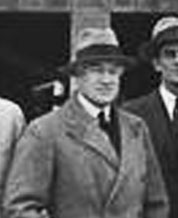
John Robert Chancellor

John Robert Chancellor, född 1870 och död 1952, var en brittisk militär och kolonialpolitiker.
Chancellor var ingenjörsofficer, deltog i flera militära expeditioner i kolonierna 1896–1901 och blev kapten vid generalstaben 1903. Han tog senare avsked som överstelöjtnant. 1911–13 var han guvernör och militärbefälhavare på Mauritius och 1916–21 på Trinidad och Tobago samt 1923–28 i Sydrhodesia. Han var brittisk high commissioner i Brittiska Palestinamandatet 1928.